# ブラームシェ
ブラームシェ (ドイツ語: Bramsche, [ˈbraːmʃə]、オストヴェストファーレン方言で Braumske) は、ドイツ連邦共和国ニーダーザクセン州オスナブリュック郡に属す市である。本市は同郡で2番目に広い市である。

## 地理

### 位置
ブラームシェはオスナブリュックの北約 15 km、オスナブリュッカー・ラントのハーゼ川沿いに位置し、ミッテルラント運河に直接面している。アンクマー高地が北西に、ゲーン丘陵が西に、自然・ジオパーク TERRA.vita が南東に位置している。市の下方にはブラムシャー・プルトンが存在する。

### 市の構成

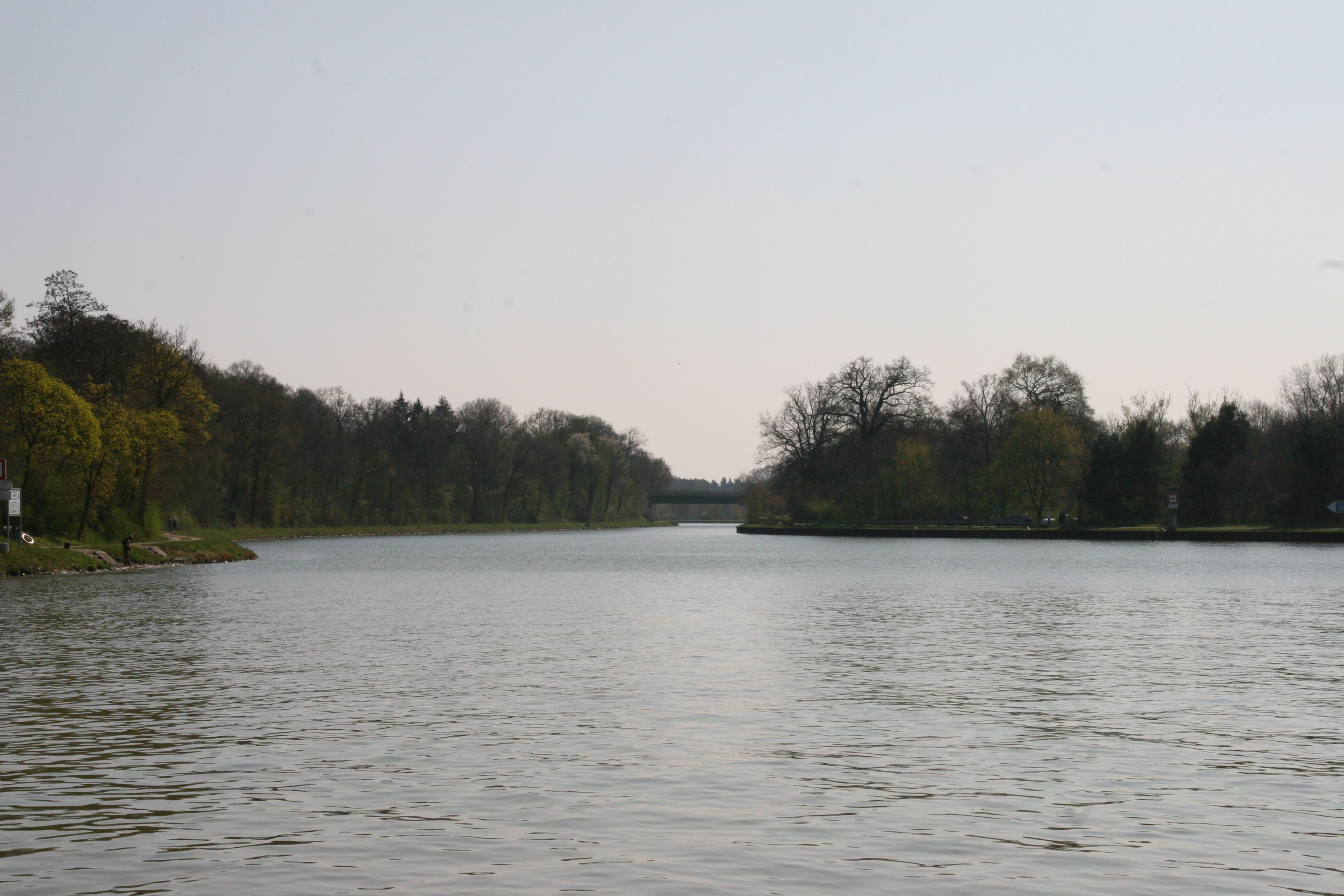
アハマー地区のミッテルラント運河とオスナブリュック分運河との分岐点

#### アハマー
アハマーはブラームシェで最も広い地区である。この地区はハーゼ川、ミッテルラント運河、アハマー飛行場を特徴としている。アハマーは、北はブラームシェ・ミッテ地区、西はエフェルン地区、南はペンテ地区と境を接している。
かつての自治体アハマーは、ラベルゲ地区、ヴァックム地区、テンメルン地区、ヘムケ地区、グリューネグラス地区、ヴェスターハウゼン地区からなっていた。
地名の表記: 1160年に場所は不明だが Lachenbure という地名が記録されている。1186年には Achenbure という記述がある。これらはおそらく同じ集落を示している。Lache および Lake は沼地の浅い場所を意味した。一方、Ache は、特に南ドイツ地方では、川（山の小川）を、Bure は農村を意味した。

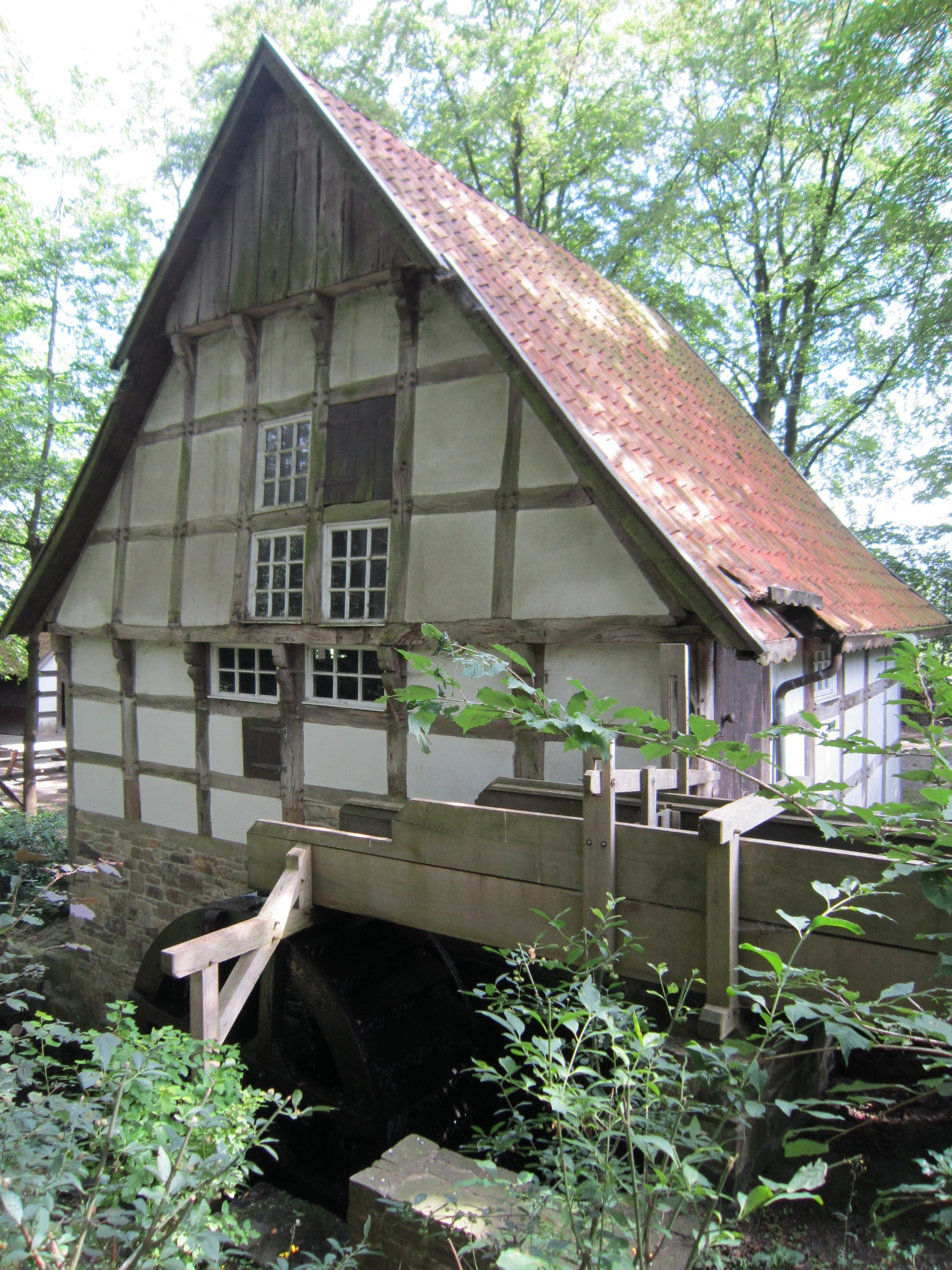
リーザウ水車

#### バルクム
バルクム地区は、ブラームシェのエフェルン地区とブラームシェには属さないアルフハウゼンとの間に位置している。見所は、リーザウ水車である。バルクムの南東、エフェルンとの境界に遺る石碑はゲーンの虐殺を記念したものである。散村ボットゥムを含むバルクム地区は、人口約 250人で、ブラームシェ周辺地区で最も小さな地区の1つである。バルクムはエフェルンとともに1972年7月1日にエフェルンに合併した。

#### ブラームシェ（＝ミッテ）
ブラームシェ地区は、1971年/1972年の地域再編以前のブラームシェ市である。慣例的に、内市街、ガルテンシュタット、ブラムシャー・ベルクの街区に細分される。これらの街区の間に近郊型保養地として利用されるハーゼ湖がある。これら3街区を併せた「ブラームシェ＝ミッテ」の人口は約 14,000人である。ブラームシェ＝ミッテはブラームシェ本課程学校の所在地でもある。

#### エングター
この地区は1147年に初めて記録されている。エングターはブラームシェの南東に位置し、カルクリーゼ地区、シュレップトルプ地区、ラッペンシュトゥール地区、エーヴィングハウゼン地区と境を接している。エングターとこれに隣接する地区は、1229年にエングターに固有の教会が創設されるまではブラームシェ教会管区に属していた。この地区の聖ヨハニス教会組織に属す地区は、カルクリーゼ、シュレップトルプ、ラッペンシュトゥール、エーヴィングハウゼンである。エングターには、エングター基礎課程・本課程学校があった。この学校は2013/2014の学年から、幼稚園を併設した基礎課程学校に改編された。

#### エペ（エペ＝マールガルテン）
エペ地区はブラームシェ市の北東部に位置する。この地区は現在、ビューレン、クネッペン、エペ、マールガルテン、エッケルオルト、ヴィッテンフェルデの集落で構成されている。ヘゼーペおよびゼーゲルンとの教会である西の地区境は主にハーゼ川がこれをなしている。エペは、北はリーステ、北東はフェルデン、東はエングターおよびシュレップトルプ、南はブラームシェと境を接している。1972年のニーダーザクセン州の地域再編により、それまで独立した町村であったエペは、ブラームシェ市に統合された。
エペの面積は約 1,450 ha であり、旧ベルゼンブリュック郡の中では広い田園町であった。エペは現在も昔と同様に農業が盛んである。また、エペはブラームシェ市の住宅地区でもあり、産業・企業は乏しい。繊維業者1軒、ホテル2軒、2軒の機械工場と金属加工業者、2軒の運送業者、配管業者がそのほぼすべてである。
公的機関は以下のものがある: 基礎課程学校、会議室含む町立センター、消防署、体育館、運動場・テニスコートがある。この他に、ブラームシェ実科学校、グレゼリウス・ギムナジウム（ヤコーブス・グレゼリウスにちなんだ校名である）、ブラームシェ屋内プール、オスナブリュック市浄水場がエペにある。
1989年の人口1,324人のうち、857人が福音主義ルター派、420人がカトリック、47人がその他の宗教又は無宗教であった。福音主義ルター派のキリスト教徒はブラームシェ＝ガルテンシュタットの聖ヨハニス教会組織に属し、カトリック信者はマールガルテンの聖ヨハネス教会組織に属す。
エペには、オスナブリュッカー・ラントでもっと広い天然湖であるダルン湖がある。この湖は、自然保護区に位置している。その東岸は1930年代から天然の水浴場として利用されている。

#### エーヴィングハウゼン
エーヴィングハウゼンは、ブラームシェ南東部フェンナー・ベルク周辺の農村であり、自由ヴァルドルフ学園エーヴィングハウゼン e.V. の所在地である。人口42人の農村ウプトルプはエーヴィングハウゼンの一部である。

#### ヘゼーペ
ヘゼーペは、1187年に初めて記録されている。実際は、第二次世界大戦後になって初めて、広く点在する農業集落から密度の高い集落が形成された。ヘゼーペは連邦道 B68号線、B218号線、鉄道ブレーメン - オスナブリュック線に直接面している。1980年代末までオランダ軍兵士がヘゼーペに駐留していた。その撤退後、軍事目的から解放された地所は、東欧からの難民のための通過収容所として利用された。この間、ユダヤ人難民や東欧難民の受け容れ施設として機能した。その後、出国を希望する人のためのニーダーザクセン州居住資格センターとなった。ここには拒絶された亡命希望者や外国人たちや、3ヶ月の語学研修を受けているイラク人難民が収容された。2014年以降は、ニーダーザクセン州の初期受け入れ機関となっている。

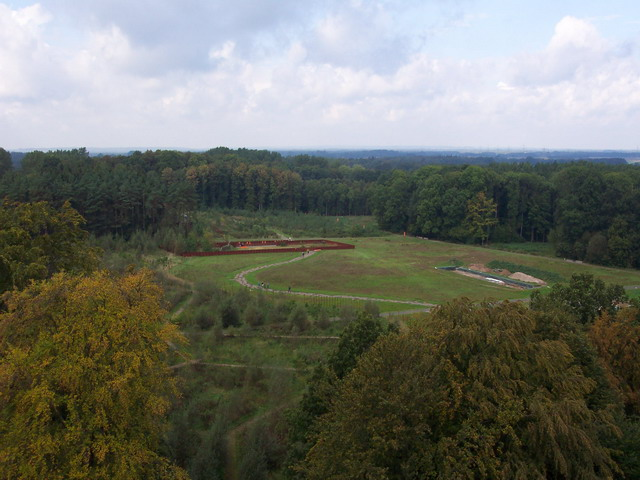
カルクリーゼのトイトブルクの戦い古戦場

#### カルクリーゼ
「カルクリーゼ」とは、地質学的には露出した大きな石灰岩を指す。このカルクリーゼやカルクリーザー・ベルクにちなんで名付けられたこの地区は、おそらくブラームシェで最も有名な地区である。
1990年代に考古学的発掘の結果、トイトブルクの戦いの少なくとも一部がおそらくカルクリーゼで行われたということが示されたことで、この地区は名声を得た。カルクリーゼの発掘地は数 km に及んでいる。出土品やそのレプリカがカルクリーゼ博物館・公園に展示されている。

#### ラッペンシュトゥール
ラッペンシュトゥール地区は、1952年に新興住宅地として開発されたブラームシェで最も新しい地区である。
「ラッペンシュトゥール」という地名は、「ランプレヒト伯のリヒトシュトゥール」に由来する。これは1402年に初めて記録されている。これは近くに存在した耕牧地であった。
第二次世界大戦末期に流入した難民や旧ドイツ東部領土から追放された人々はエングター教会管区に入植地を形成した。エングター、シュレップトルプ、カルクリーゼには販売する土地がなかったため、当時は森であったラッペンシュトゥールのバール男爵フーゴの土地所有権が分譲販売された。
リーステ出身の州議会議員エルンスト・ベッターマン (SPD) の支援を受け、最終的には 65.94 ha が販売された。後にエルンスト・ベッターマンの栄誉をたたえてエルンスト＝ベッターマン広場が設けられた。1952年4月9日に建設希望者に分譲地が引き渡された。1952年12月4日にラッペンシュトゥールに電気が引かれた。1958年6月15日、ラッペンシュトゥールで最初の住民祭が開催された。この住民祭は現在も毎年行われている。
エングターとシュレップトルプにまたがっていたラッペンシュトゥールは、行政業務についても両町が管轄していた。1990年9月21日にラッペンシュトゥール住民団はラッペンシュトゥールの地区固有の市議会議員を立てる提案を行った。長く、激しい議論の末、1991年3月14日に市議会はこの提案に賛成の結論を出した。1991年10月6日、初めてのラッペンシュトゥールの代議員が選出された。
1950年代には、ラッペンシュトゥール地区の就学児童にはエングターの国民学校へ通う簡単な手段がなかったため、固有の学校校舎が建設された。定礎は1954年7月17日になされた。1955年1月8日に33人の子供たちが初めて自分たちの学校を訪れた。
1964年4月に第5学年から第8学年がエングターに移され、バス路線が整備された。学校改革により、1973年3月5日にラッペンシュトゥールの学校は廃止された。現在この建物は労働者福祉組合が運営する幼稚園となっている。この建物は2003年に大規模な近代化と改築がなされた。
1955年1月31日の建設計画にすでに教会が予定されていた。トーマス礼拝堂の歴史は第二次世界大戦後のヴォルトラーゲで始まった。この地に住み着いた福音主義の難民たちが教会の礼拝を行えるように、アメリカのルター派による寄付援助を受けてディアスポラ礼拝堂が建設された。1968年にはほとんどの難民が再びこの地を去り、礼拝堂は必要でなくなった。その結果、別の集落への移転が計画された。1970年6月/7月に解体が始まった。再建までに部品はラッペンシュトゥールの新しい建設地に運ばれた。1970年8月1日に新しい礼拝堂が完成した。その間に入植地の人々は、この廃材の山から礼拝堂が再建できるのかと疑ったため、疑い深いトーマスにちなんだ名がつけられた。

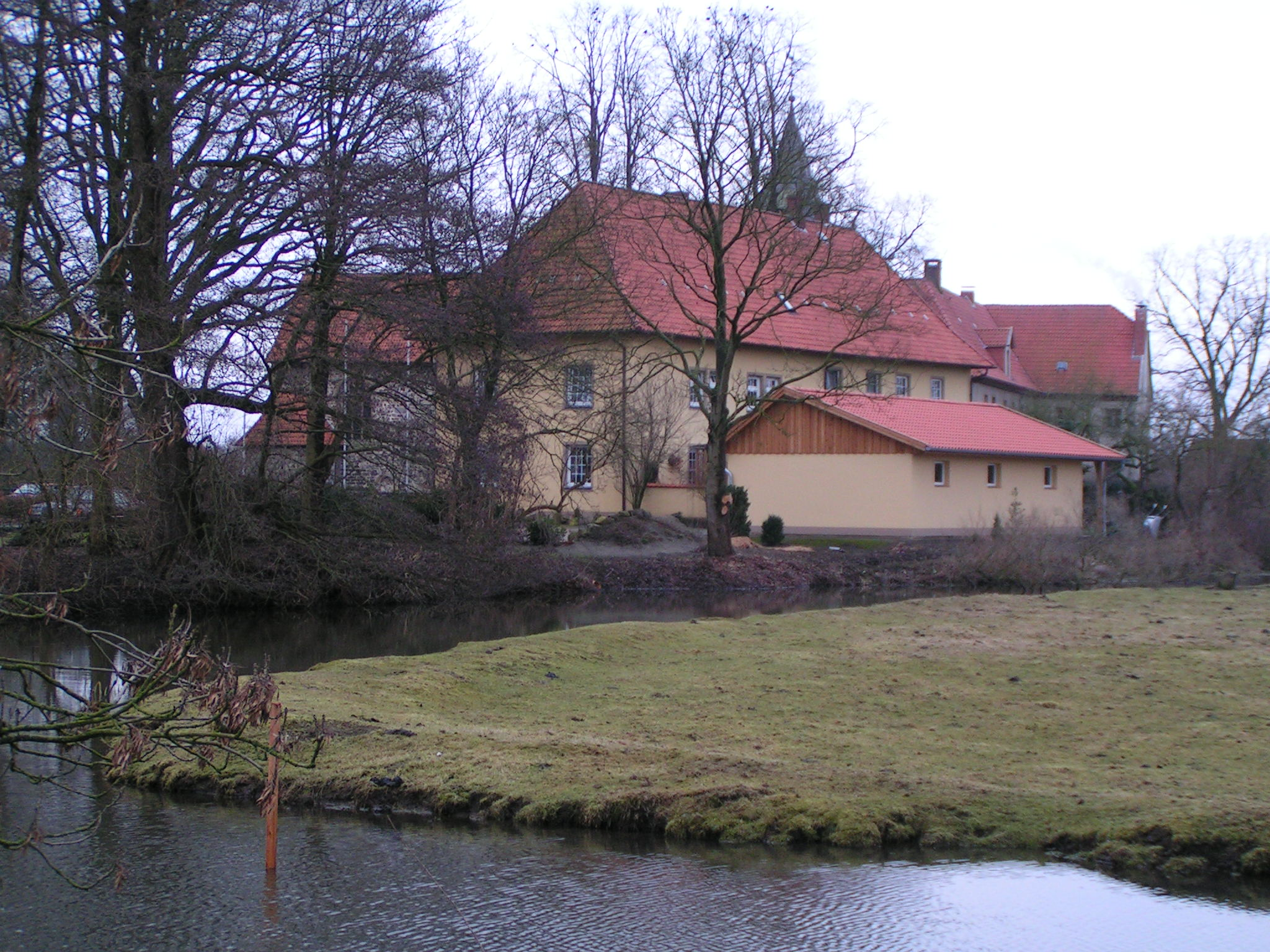
旧マールガルテン修道院

#### マールガルテン
1170年、城砦にベネディクト女子修道会のマールガルテン修道院が設立された。修道院教会では現在も、教会内部のすべてのヴォールトを飾る後期バロック様式の漆喰のレリーフが見られる。
修道院の施設は見学することができ、また、その内部に芸術・文化のための小さなセンターが設けられている。

#### ペンテ
ペンテはブラームシェの地区の1つである。ペンテ地区の歴史は、少なくともその地域の高権についてはブラームシェのそれとしばしば関連している。元々ブラームシェは、ペンテに従属しており、小さな農地を持っているだけであった。ブラームシェの村民は農地が足らないので、ペンテの土地で羊を飼い、現在のブラームシェ内市街のマルクト広場付近で栽培を行い、柵を設けた。当時この土地の所有権はペンテにあったため、これは長らく紛争の火種であった。19世紀になってやっと和解による調停が成立したが、ペンテ住民にとって重要な地域をブラームシェに譲渡することとなった。その後もペンテは、工業都市ブラームシェの拡大圧力に抵抗することができなかった。ペンテは、1911年のミッテルラント運河建設によってさらに大きな土地をブラームシェに「奪われた」。1975年に、250年間続いたペンテの学校が閉鎖されたこともこうした事態を象徴している。1972年にペンテはブラームシェ市に合併した。それでも本市区はミッテルラント運河/オスナブリュック分運河に面した静かな場所を有し、同時にブラームシェ内市街への便の良さや、オスナブリュックに直結する連邦道 B68号線が通る立地条件の良い場所にある。ペンテはさらにレンガ製造業者「ペンター・クリンカー」で知られている。その製品はモロッコやアジアにも輸出されている。

#### シュレップトルプ
シュレップトルプは、1229年からすでにエンガー教会管区に属していた。この集落は、この地域で最も古いフランク時代以前の入植地であり、ブラームシェの地区のうち最も古い記録が遺っている。現在の住民の約 60 % が旧ドイツ東部領土からの難民またはその子孫である。シュレップトルプ地区のシュレップトルパーエッゲには NDR が運営する高さ 234 m の送信塔があり、連邦アウトバーン A1号線を通ると遠くからでもこれを見ることができる。この送信塔からはミュンスターラントに向け、さらにはミュンスターラント北部やオルデンブルガー・ミュンスターラント南部にもアナログのラジオプログラムや DVB-T のテレビ放送がなされている。

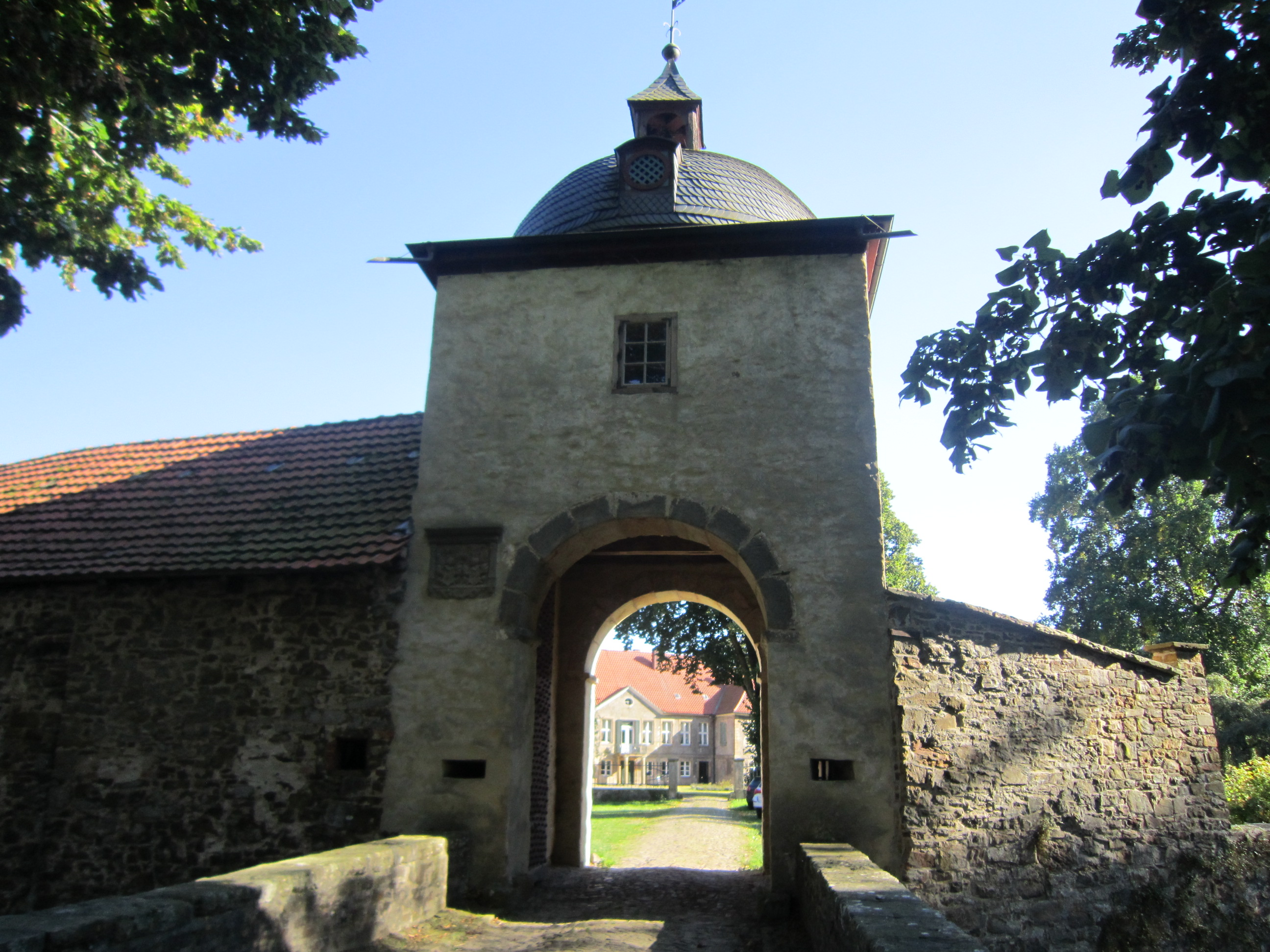
グート・ゼーゲルンの楼門

#### ゼーゲルン
ゼーゲルンはブラームシェの北、同名の騎士農園の西に位置する農村である。
一般の通行が禁止されたシナノキの並木道が、ゼーゲルナー・ハーゼから水を引いた2つの堀に囲まれた騎士農園に続いている。18世紀末に建設された主館は、機能的で簡素な、3階建て、3翼からなる建物である。この館は、14世紀に初めて記録が遺る城砦の敷地に建てられた。現存する施設で最も古い部分は、1階に銃眼を有する楼門であるが、時計が設置されたバロック様式の円蓋は18世紀に造られたものである。ゼーゲルン騎士農園は数世紀の間に何度も主が交替した: 1793年にフリードリヒ・フィリップ・フォン・ハンマーシュタイン・ツー・エクヴォルトがこの農園を手に入れ、主館の新設を命じた。彼は多額の負債を抱え、直接的な相続人がないまま1802年に亡くなったため、1817年に徴税官ラートゲンがこの農園を獲得した。その後、彼の義娘を介してフォン・ラッパルト家の所有となった。その後継者が現在の所有者であるフォン・ボック・ウント・ポーラハ家である。1870年頃にプロイセンの少佐であった若き日のパウル・フォン・ヒンデンブルクがしばしばこの農園を訪れている。彼は、イルメンガルト・フォン・ラッパルトと婚約したのだが、彼女は1871年にわずか17歳で亡くなってしまった。

#### エッフェルン
エッフェルンは、市の北西部に位置する地区である。ゲーン山の麓にあるこの村は人口約1,200人である。エッフェルンは1292年に、現在は福音主義ルター派の聖マリエン教会の聖別式に関連して、初めて文献に記録されている。
現在の地区外れ付近に、古代の定住を示す石塚がある。子供たちは、第4学年までこの地区の基礎課程学校で学び、それ以後はブラームシェ地区の上級の学校に通うことになる。スポーツ施設としては、運動場、太陽熱による野外温水プール、射撃場がある。
エッゲルンは、巨石文化街道沿いにある。

### 隣接する市町村
ブラームシェ市は、西はノイエンキルヒェンおよびメルツェン、北はアンクム、アルフハウゼン、リーステ、東はノイエンキルヒェン＝フェルデン（フェヒタ郡）とオスターカッペルンおよびベルム、南はヴァレンホルスト、南西はノルトライン＝ヴェストファーレン州のロッテ (ヴェストファーレン)およびヴェスターカッペルン（ともにシュタインフルト郡）と境を接している。

### 気候
ブラームシェは温帯気候に属し、北海からの湿った北西風の影響を受けている。ブラームシェの年間平均気温は 10 - 14 ℃で、年間降水量は約 700 mm である。5月から8月までの間に平均30日から35日夏日がある。この時期の最高気温はしばしば 32 ℃を超える。夏には夜でも 15 - 20 ℃を下回ることはないが、2003年、2006年、2011年、2013年には何週間もこれより下がったことがあった。夏は非常に乾燥することもあるが、雨もよく降る。ヴィーエン山地とゲーン山の間の特殊な立地条件により、この街は頻繁に嵐から免れる。空気は夏には湿潤であるが、東風が吹くと非常に乾燥した状態になる。ブラームシェは大陸性気候への移行部にあたるため、冬はとても寒く、雪が多い。

## 歴史
紀元後9年のトイトブルクの戦いはカルクリーゼ地区で行われたと推定されている。ここでは1987年から体系立った研究のための発掘が行われている。ゲルマン軍とローマ軍との激しい軍事衝突を示す証拠の他に、土塁の跡も発見されている。この戦いよりも新しい時代のものと鑑定される戦闘に関連する証拠がこれまで出土していないことから、トイトブルクの戦い（またはウァルスの戦いとも呼ばれる）はここで行われたと極めて高い確率で推定されている。ブラームシェ/カルクリーゼには1993年から博物館が開館し、多くの極めて興味深い出土品が展示されている。

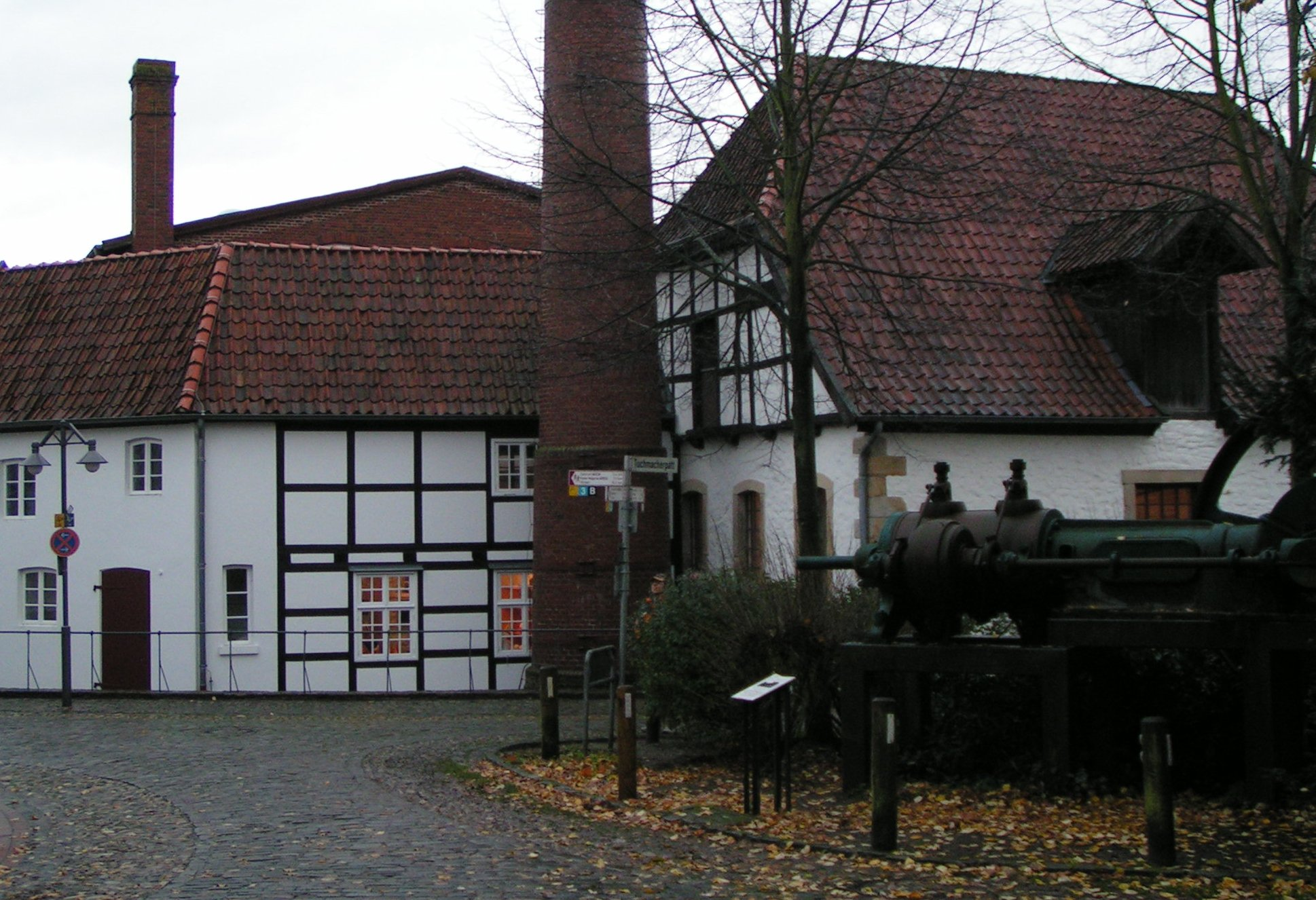
ブラームシェ織布博物館

ブラームシェの村の建設は、カール大帝の時代（768年 - 814年）にまで遡る。文献上ブラームシェは、1097年に Bramezeche という名称で、教会管区 (parochia) に関連して初めて記録されている。この地名は、Bram =「エニシダ」と Esch =「耕作地」からなっている。ブラームシェは1225年にローマ王ハインリヒ（7世）からオスナブリュック司教の領主権下に寄進された。1615年/1617年以降ブラームシェはフレッケンとなり、1818年には大英帝国＝ハノーファー王国統治下のオスナブリュックで準都市 (Weichbild) に昇格した。ブラームシェは1929年に完全な都市権を獲得した。
ブラームシェは、中世には経済的に重要な街であった。これは特に何世紀も続く織布業の街としての伝統によるものであった。現在は、織布博物館がこの伝統を想起させる。オスナブリュックの偉大な出身者ユストゥス・メーザーは、1767年に新たなギルド規則を起草するなど織布工ギルドに多大な貢献をした。ブラームシェの織布工は緊急に必要な倉庫を建設する際にメーザーの会社で無利子の信用借りができた。1781年にほぼすべての蓄財が火災の犠牲になった時も、この危機を乗り越えるための借金の個人保証人を引き受けたのはメーザーであった。ブラームシェ市は2002年に彼の功績を讃えて、広場と通りに彼の名をつけた。

### 市町村合併
1971年1月1日に隣接するアハマーが合併した。1972年7月1日、バルクム、エングター、エペ、エーヴィングハウゼン、ヘゼーペ、カルクリーゼ、ペンテ、シュレップトルプ、ゼーゲルン、エッフェルンが合併した。

## 住民

### 人口推移
以下の表は、各年の12月31日時点での町域における人口を示している。
数値は、1987年5月25日の人口調査結果に基づくニーダーザクセン州統計およびコミュニケーション技術局の研究結果である。
1961年（6月6日）と1970年（5月27日）の数値は、1971年と1972年に合併した地域の人口を含む人口調査の結果である。
| 年   | 人口（人） |
| ---- | ---------- |
| 1961 | 22,728     |
| 1970 | 23,921     |
| 1987 | 24,225     |
| 1990 | 28,120     |
| 1995 | 30,724     |
| 2000 | 30,633     |
| 2005 | 31,006     |
| 2010 | 30,986     |
| 2011 | 30,992     |

## 行政

### 市議会
ブラームシェ市の市議会は38議席で構成されている。これは人口30,001人から40,000人の自治体に対して定められている議員定数である。38人の議員は、5年ごとに自治体の選挙により選出される。
この他に町長が議会での投票権を有している。

### 首長
ブラームシェの市長はハイナー・パールマン (SPD) である。彼は2014年5月25日の選挙で 63.0 % の票を獲得して市長に選出された。この選挙の投票率は 53.9 % であった。パールマンは2014年11月1日から市長に就任した。前職のリーゼル・ヘルターマン (SPD) はこの選挙に立候補しなかった。

### 姉妹都市
ブラームシェ市は以下の都市と姉妹都市関係を結んでいる
- トッドモーデン（英語版）（イギリス、ウェスト・ヨークシャー）
- Raʿanana（イスラエル、中央地区）
- ビスクピエツ（ポーランド語版、英語版）（ポーランド、ヴァルミア＝マズールィ県）
- アルフルール（フランス語版、英語版）（フランス、セーヌ＝マリティーム県）

## 文化と見所

### 建築

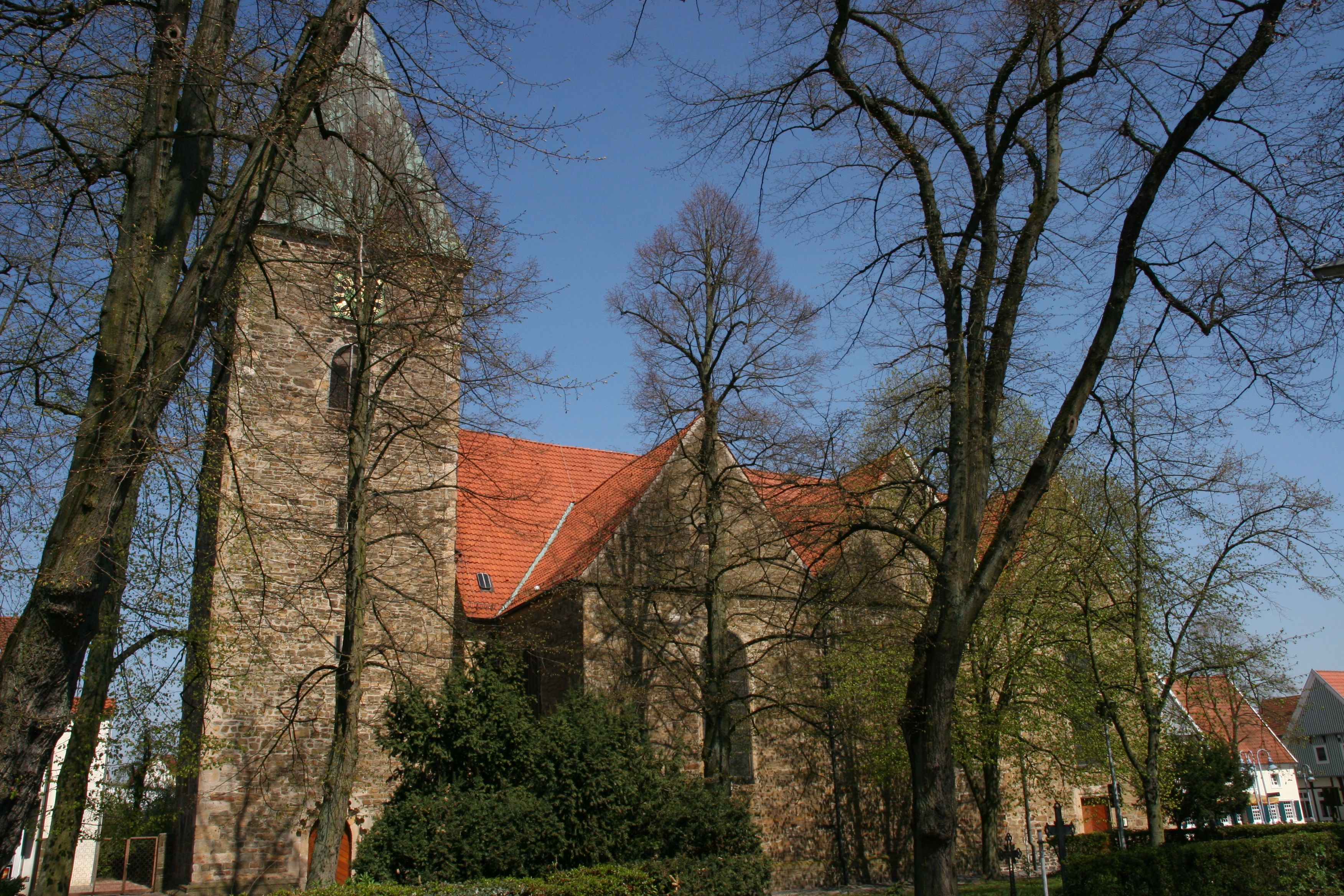
ブラームシェの聖マルティン教会

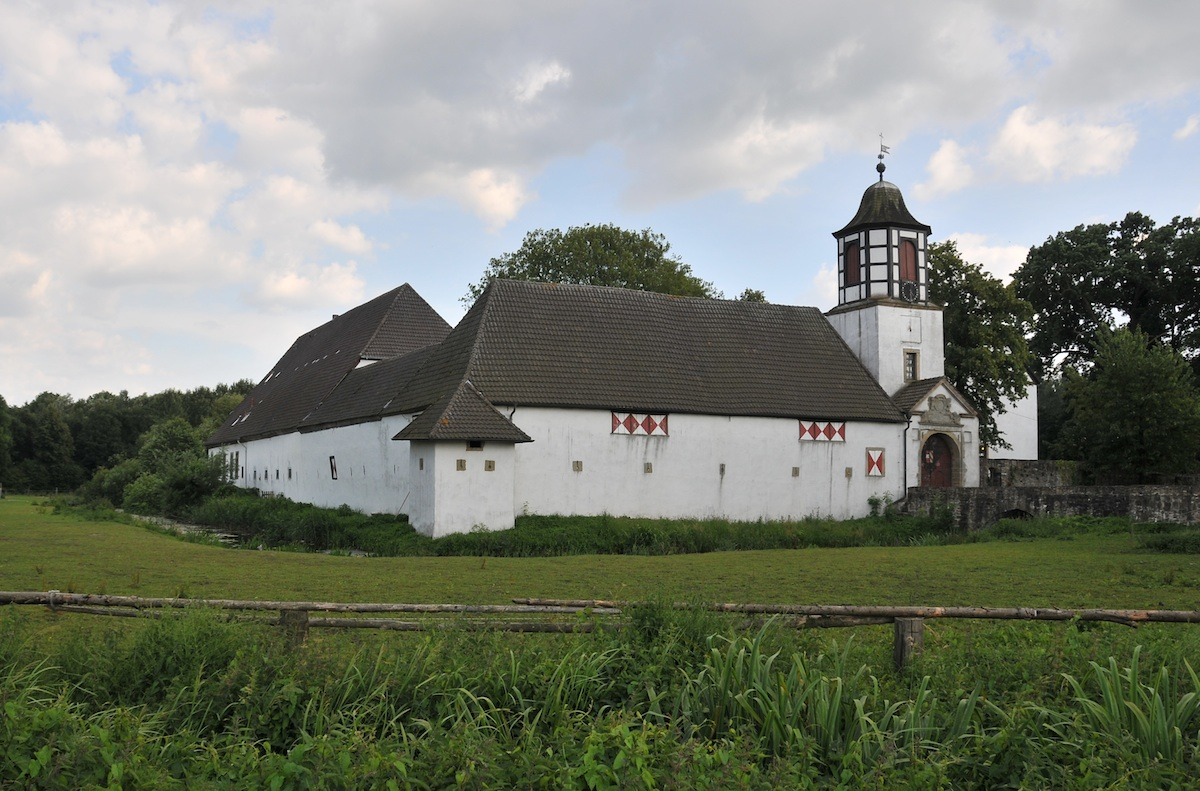
旧バーレナウ城

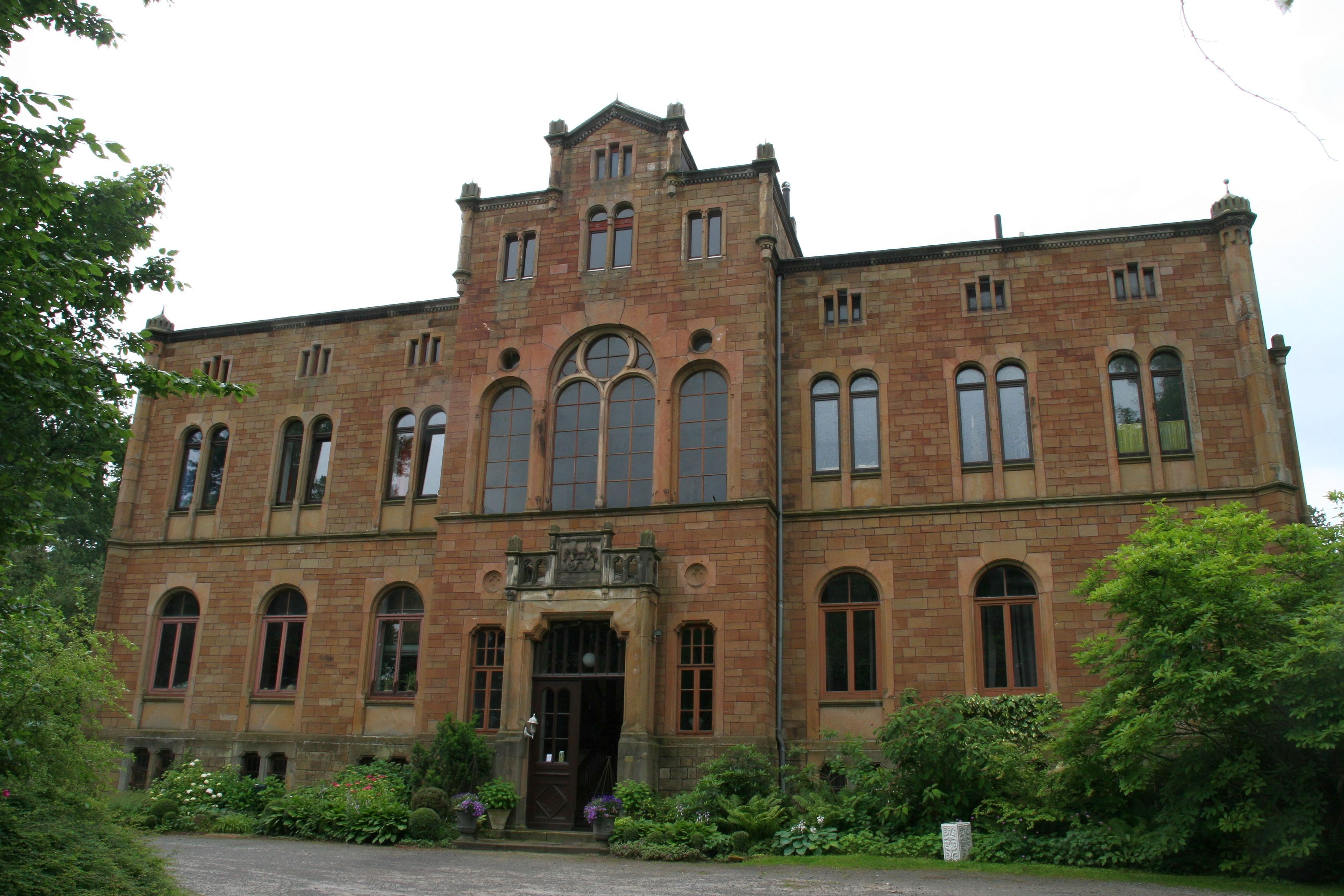
新バーレナウ城

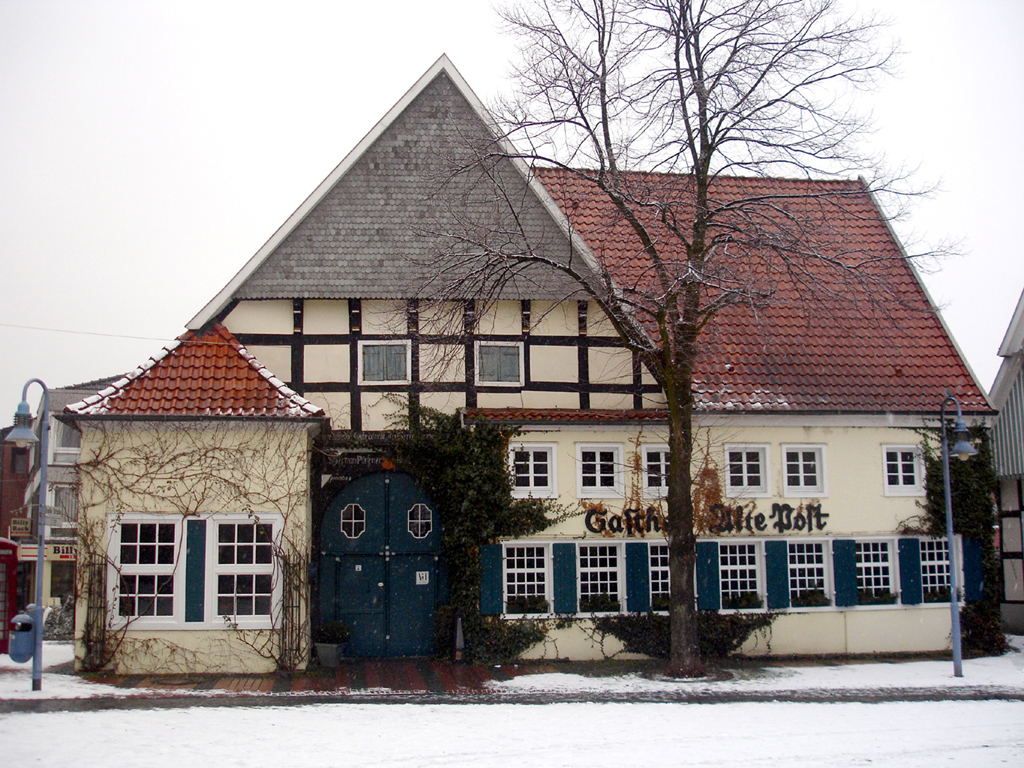
ブラームシェの旧宿駅

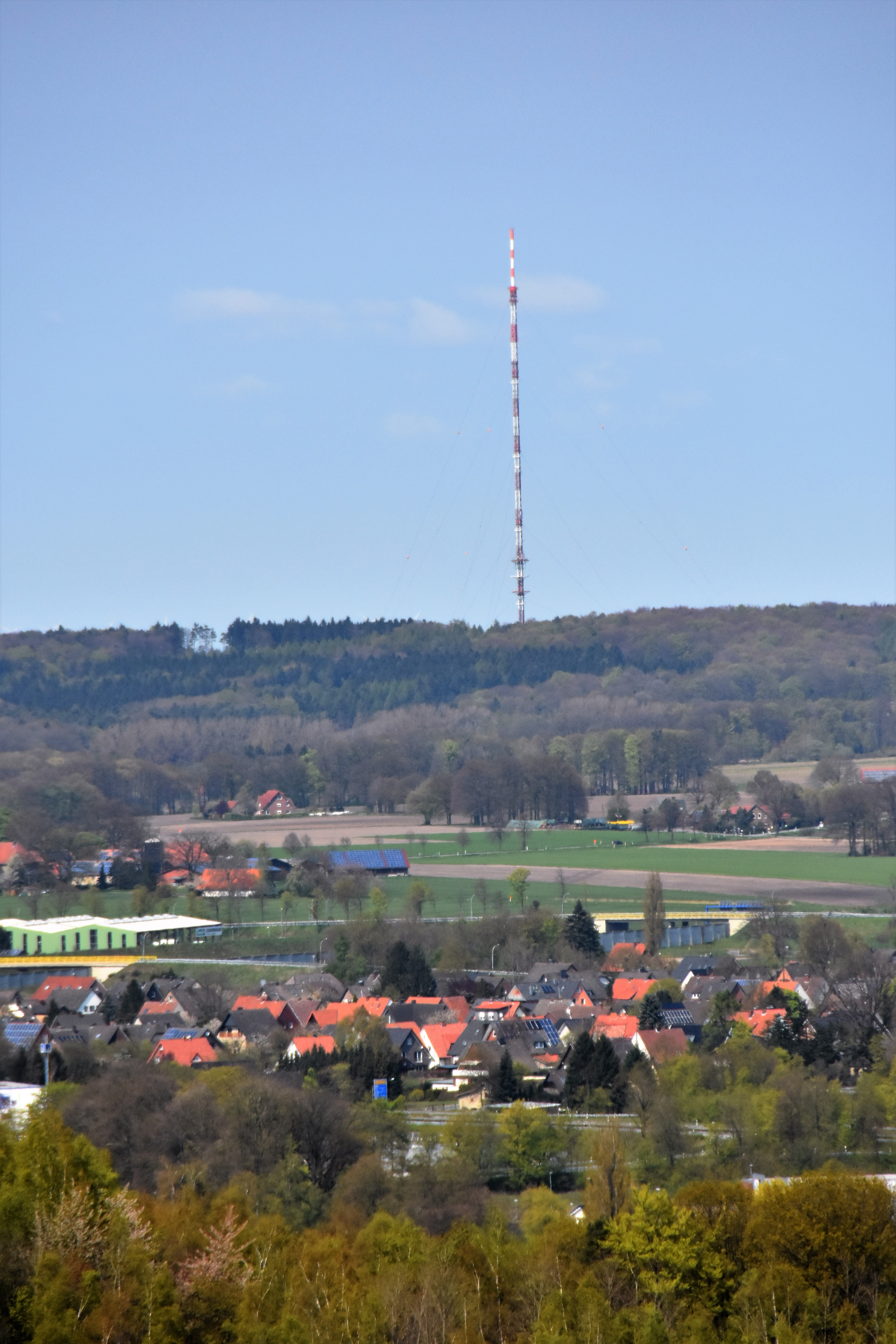
シュレップトルパー送信塔

- ブラームシェの福音主義ルター派聖マルティン教会。伝承によれば777年創設、実際は9世紀半ば以前に創設された。現在の建物は1200年頃に建てられた。カロリング朝の洗礼堂（オスナブリュック司教の4つの礼拝所の1つ）。元々は単廊式、3つの張間のロマネスク様式の長堂とそのすぐ後に増築された同じくロマネスク様式の塔を持つ教会であった。1500年頃に現存する多角形の内陣が設けられた。1696年、南の側廊が増築された。ロマネスクの創設期から洗礼盤と祭壇の祭台が遺されている。
- エフェルンの福音主義ルター派聖マリエン教会。1292年創設。元々ブラームシェ教会管区に属していたエフェルンは、1292年に独自の教会区創設を許された。ただしその庇護権はブラームシェの教会が保持した。教会堂は単廊式、3つの張間の初期ゴシック建築で、直線的に内陣につながっている。塔（ドイツ語版、英語版）は西正面にある。特筆すべきは、幻想的な像で縁取られた旧表玄関である。これらの像は、ここから入る礼拝参加者に対して世俗の欲と罪にふけることを警告している。エフェルンの宗教改革は1543年に成し遂げられた。
- エングターの福音主義ルター派聖ヨハニス教会。1229年建造。元々はエフェルンと同様にブラームシェの教会管区に属したエングターは1229年に独自の教会を建設する許可を得た。この頃ハーゼ川は浅瀬を歩いて渡らなければならなかったのだが、しばしば洪水で教会へ行くことができなくなったためである。この教会は福音記者聖ヨハネに献げられ、ブラームシェの支教会とされた。建設はロマネスク様式とゴシック様式の移行期であった。この教会は単廊式で2つの張間を有する長堂が真っ直ぐに内陣につながっており、西正面に塔が建てられた。塔と長堂は同時代のものと思われるが、内陣はこれらよりも少し古い。1851年に西壁側で増築がなされた。
- マールガルテン修道院。ローマ＝カトリック聖ヨハネス教会区。
- 旧バーレナウ城
- 新バーレナウ城館
- ゼーゲルン城館。1323年に初めて文献に記録されている。城主: フォン・ブラーケン、フォン・レーデブール、フォン・クネーエム、フォン・ランゲン、フォン・ハンマーシュタイン、ラートゲン、フォン・シュトルツェンベルク、フォン・ラッパルト。現在は、フォン・ボック・ウント・ポーラハ家の所有である。現存する施設は、中世後期の堀、イギリス式庭園に囲まれた18世紀に改築された簡素な3階建て三翼式の主館、楼門と水車である。所有者の娘であったイルムガルト・フォン・ラッパルトは1871年まで、後に大統領となるパウル・フォン・ヒンデンブルクと婚約していたが、この年に19歳の若さで結婚前に亡くなった。
- ペンテのシャーゲン城は、ヴィッテキント公の伝説と結びついている。この城はおそらく12世紀になってから設けられたもので、ハーゼ川の徒渉地を保護するための城であったと推定される。所有者は、初めはフォン・シャーゲン家であったが、後に司教が所有する城となった。17世紀初めに倒壊し、現在はホーフ・ボルクマンに属す小さな壁跡が遺されている。地下にはおそらく空洞が遺されていると考えられている。
- ヘゼーペのシュタインブルク城は1540年頃にヴィルヘルム・フォン・シュタインハウスによって農場と隣り合わせに建設された（このためシュタインブルクと呼ばれる）。その後の城主は、フォン・シュテムペル、フォン・ディンクラーゲおよびフォン・ドゥムプストルプ、フォン・ファーレンドルフ、バール、ミュース、メンツェルである。現在はバール家とミュース家の紋章を掲げた2階建ての簡素な建物が遺されている。かつての堀は埋め立てられた。
- ヘゼーペ城は、おそらく（経緯については明らかでない）1402年に初めて称された名称であり、Holginck とも呼ばれた。城主は、フォン・ホルネ、フォン・シュヴァルテヴォルト、フォン・シュテムペル、フォン・クネーエム、フォン・バール、カイザー（このためカイザーブルクとも呼ばれた）、カーヴェマン、ベックマン（このためベックマンスブルクとも呼ばれた）、ペッペである。現存する居館は、1762年から1770年に建設されたもので、何度も改築されている。入り口上には城主の紋章が掲げられている。
- 旧宿駅。張り出し部を持つ木組みのディーレンハウス[訳注 2]である。ルドルフ・ペルテナー（1650年 - 1716年）が1686年から1688年に親の家に増改築を行い、現在の外観となった。この建物は1685年に設けられたオスナブリュックからリンゲンを経由してアムステルダムに至る郵便馬車路線の宿駅として利用された。石けん製造業者のハインリヒ・ヴィルブラント・ペルテナー（1759年 - 1828年）はハノーファー王の郵便代理店および宿駅長として1818年に初めて記録されている。1910年から保護文化財に指定されたこの建物をブラームシェ市は1929年に獲得し、現在はレストランとして利用されている。
- ベルゼンブリュック郡貯蓄銀行ブラームシェ支店。グローセ通りとミュンスター通りの交差点。寄棟屋根を戴く3階建てのどっしりとした建物で、19世紀前半に建設された。
- ブラームシェのローマ＝カトリック聖マルティヌス教会は1928年 - 1930年に建設された。聖マルティヌス教会組織に属す。
- 記念碑。市内の最高地点であるブラムシャー・ベルクに記念碑が建っている。ブラームシェの建築家フリードリヒ・シュレーダーによって計画され、1934年8月26日に完成したこの記念碑は、第一次世界大戦でのブラームシェの戦没者167人を記念するものである。元々マルティンス教会の前にあった普仏戦争（1870年 - 1871年）でのブラームシェの戦没者名を刻んだ記念板も取り付けられた[21]。教会広場の記念碑は1960年代に撤去された。高さ 28 m の展望塔は大規模な改修が行われた後、2003年に再び一般開放された。第二次世界大戦のブラームシェの戦没者記念碑は、2016年現在建立されていない[22]。
- シュレップトルパー・エッゲの NDR送信塔。高さ 234 m。

### 博物館
- 織布博物館。かつてブラームシェの織布マイスター組合が運営していた組合の建物である織布区博物館には、原料のウールを加工するところからジャカード織機まで布を製造するのに必要なすべての機械が稼働可能な状態で展示されている。織布博物館は2010年から北西部産業文化ルートに属している。
- カルクリーゼ博物館および公園。トイトブルクの戦いに関する情報[23]。

## 経済と社会資本

### 交通
連邦アウトバーン A1号線が市域を南北に貫いている。ブラームシェ・インターチェンジで連邦道 B218号線が交差している。B216号線は市の中心近くで B68号線と合流し、共通区間として市内を通っている。
ブラームシェ駅は、鉄道オルデンブルク - オスナブリュック線にある。この路線はデルメンホルスト - ヘゼーペ線と接続している。両路線は、1時間間隔でノルトヴェストバーンが列車を運行している。ブラームシェ駅にはレギオナルエクスプレス RE 18（オスナブリュック - ヴィルヘルムスハーフェン)とレギオナルバーン RB 58（ブレーメン - デルメンホルスト - オスナブリュック）が停車する。アハマー地区とヘゼーペ地区にも駅がある。これらの駅ではレギオナルバーン RB 58 の列車が1時間ごとに発着する。
1時間ごとに市の中心部からフュルステナウ行き（610号）およびヴァレンホルスト経由オスナブリュック行き（X583号）のオスナブリュック交通会社のバス路線がある。また、エングター（690号）、ヘゼーペ/エッフェルン（620号）、ガルテンシュタット（680号）といった各市区へのバス路線も1時間間隔で利用できる。エングターはオスナブリュックからダメへ行くバス（585号）も利用できる。

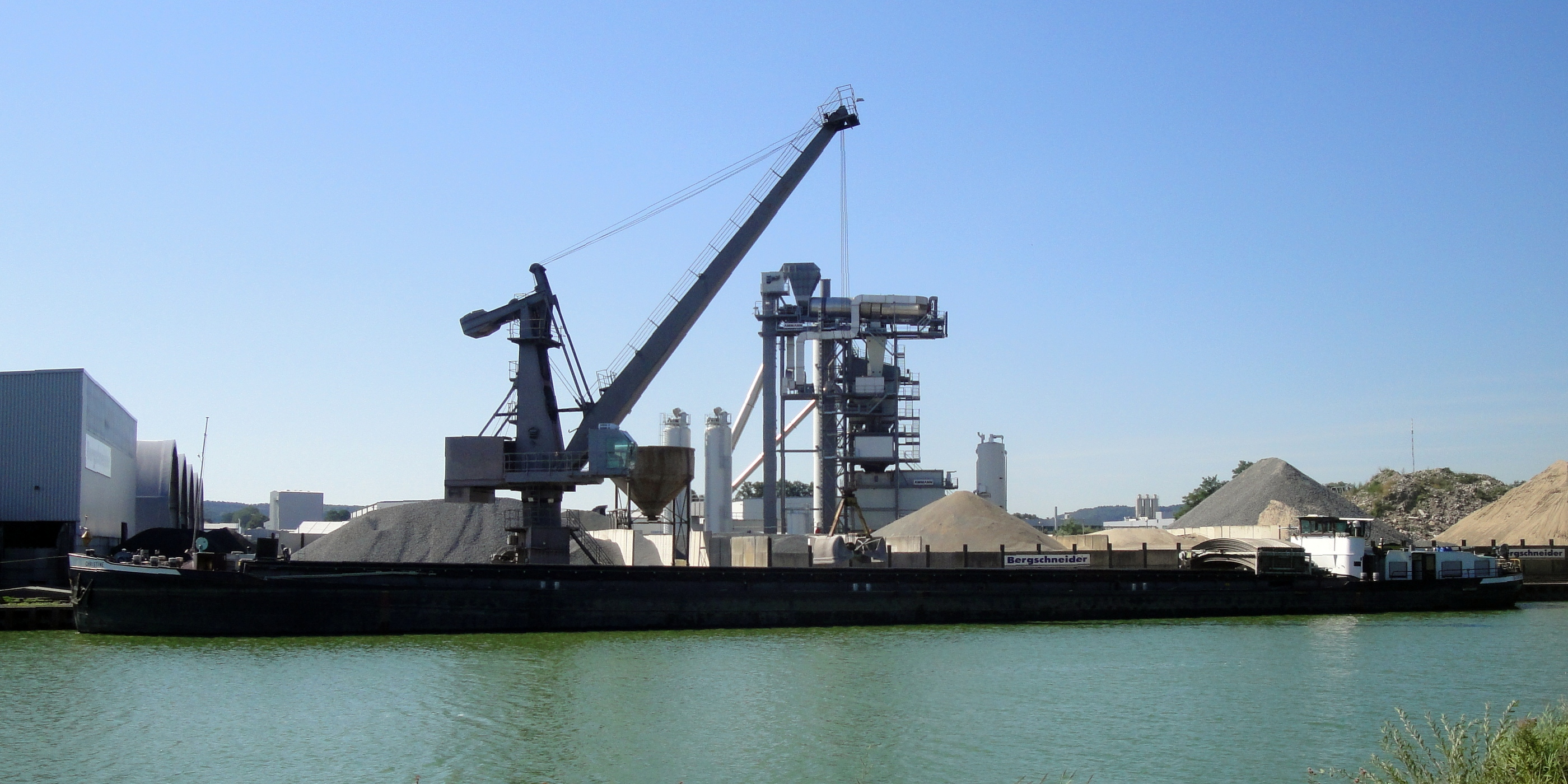
ミッテルラント運河のエングター港

ブラームシェは、南の市境を通るミッテルラント運河に3つの港を有している。1919年 - 1922年にバーレナウエ付近のミッテルラント運河北端から北に向かう運河の建設が計画され、ブラームシェのアヒム付近からシュターデ付近のエルベ川まで水路で結ばれることになる予定であった。当初は「ブラームシェ＝シュターデ運河」、後に「ハンザ運河」と名付けられたこのプロジェクトは、1950年に完全に頓挫した。
ブラームシェの近くにアヒマー飛行場がある。

### 観光業
観光街道「ブラムガウ＝ルート」、DiVa ウォーク、巨石文化街道がブラームシェを通っている。

## 人物

### ゆかりの人物
- ユストゥス・メーザー（1720年 - 1794年）法学者、政治家、文学者、歴史家
- ヴァルター・ノヴォトニー（1920年 - 1944年）エース・パイロット。エペで亡くなった。

## 訳注
1. ↑  Flecken、市場開催権など一定の特権を有するが都市権を持たない比較的大きな町
2. ↑  ドイツ北部で見られる家屋の建築様式で、大きな入り口扉を備えた広い土間を持つ建物。Diele = 玄関フロアで、北部では特に土間を意味する。